# Szeghalom
Szeghalom è una città dell'Ungheria di 10.201 abitanti (dati 2001) . È situato nella contea di Békés.